# Мис Сотера
Со́тера (крим. Sotera, від грец. Σωτήρ) — мис, що видається в Чорне море, в Ялтинському районі Автономної Республіки Крим. Розташовується біля однойменої річки та місцевості, неподалік селища Єді-Ев (Семидвір'я).
Назва пов'язана з розташуванням в усті балки Сотера середньовічного християнського храму Христа Спасителя (грец. Σωτήρ — «Спаситель»).
Мис Сотера давно є традиційним місцем відпочинку нудистів. Усамітнені долини і пляжі в районі мису Сотера — улюблені натуристами місця зі знаменитими стоянками («Лимонія», «Мальця»)… Любителі позасмагати голяка віддаляються в відокремлені, невидимі стороннім бухти.

## Геологія
У берегових обривах найближчих околиць мису Сотера оголена флішева товща порід таврійської серії (верхній тріас — нижня юра) з нечисленними кварцовими жилами (з тосудитом), конкреціями та конкреційними прошарками в різному ступені окисленого сидериту, конкреційного пирі піриту.

## Археологія
У 2011 році на мисі було проведено розкопки у рамках роботи Гірськокримської експедиції КФ ІА НАНУ. Загальна площа ділянки досліджень сягає 0,1 га (розкопками досліджено 253,7 м2).
Дослідження проводилися в північно-східній частині пам'ятки «Поселення Сотера VIII—XV  ст.» (охоронний № 178), на лівому березі річки Сотера (Алака), у середній частині південносхідного схилу гори Сутіра (Сотіра, Устуранин Хири).